# لويز إريكسون
لويز إريكسون (بالإنجليزية: Louise Erickson)‏ هي لاعب كرة قاعدة أمريكية، ولدت في 2 يونيو 1929 في أركاديا في الولايات المتحدة، وتوفيت في 27 مايو 2016 في وايتهول في الولايات المتحدة.